# Natação no Campeonato Mundial de Esportes Aquáticos de 2009 - 1500 m livre masculino
A prova dos 1500 metros livre masculino da natação no Campeonato Mundial de Esportes Aquáticos de 2009 ocorreu nos dias 1 e 2 de agosto no Stadio del Nuoto em Roma.

## Recordes
Antes desta competição, os recordes mundiais e do campeonato nesta prova eram os seguintes:
| Tipo                  | Atleta        | Tempo    | Local   | Data                | Ref |
| --------------------- | ------------- | -------- | ------- | ------------------- | --- |
|                       | Grant Hackett | 14:34,56 | Fukuoka | 29 de julho de 2001 | ver |
| Recorde do campeonato | Grant Hackett | 14:34,56 | Fukuoka | 29 de julho de 2001 | ver |

## Medalhistas
| Ouro                   | Prata               | Bronze         |
| Oussama Mellouli (TUN) | Ryan Cochrane (CAN) | Yang Sun (CHN) |

## Resultados

### Eliminatórias
Estes são os resultados das eliminatórias:
| Pos. | Atleta                   | Tempo    | Bateria | Raia | Notas |
| ---- | ------------------------ | -------- | ------- | ---- | ----- |
| 1    | CHN Yang Sun             | 14:54.54 | 5       | 3    |       |
| 2    | TUN Oussama Mellouli     | 14:54.56 | 5       | 4    |       |
| 3    | CAN Ryan Cochrane        | 14:56.56 | 4       | 4    |       |
| 4    | ESP Marco Rivera         | 14:57.47 | 4       | 7    |       |
| 5    | CHN Lin Zhang            | 14:58.46 | 4       | 5    |       |
| 6    | ITA Federico Colbertaldo | 14:58.98 | 3       | 5    |       |
| 7    | GBR David Davies         | 15:00.52 | 5       | 5    |       |
| 8    | ITA Samuel Pizzetti      | 15:00.70 | 4       | 6    |       |
| 9    | KOR Taehwan Park         | 15:00.87 | 4       | 3    |       |
| 10   | DEN Mads Glaesner        | 15:01.80 | 5       | 6    |       |
| 11   | AUS Ryan Napoleon        | 15:09.55 | 3       | 6    |       |
| 12   | USA Jackson Wilcox       | 15:09.66 | 5       | 1    |       |
| 13   | BEL Tom Vangeneugden     | 15:12.95 | 3       | 7    |       |
| 14   | AUS Robert Hurley        | 15:14.75 | 3       | 2    |       |
| 15   | USA Brennan Morris       | 15:16.37 | 3       | 1    |       |
| 16   | FRA Nicolas Rostoucher   | 15:16.49 | 3       | 3    |       |
| 17   | FRO Pal Joensen          | 15:21.37 | 5       | 2    |       |
| 18   | JPN Ryoji Sononaka       | 15:24.13 | 4       | 2    |       |
| 19   | UKR Igor Snitko          | 15:26.97 | 4       | 8    |       |
| 20   | ARG Esteban Paz          | 15:31.45 | 4       | 0    |       |
| 21   | AUT David Brandl         | 15:31.46 | 5       | 8    |       |
| 22   | GBR Richard Charlesworth | 15:36.64 | 5       | 7    |       |
| 23   | VEN Ricardo Monasterio   | 15:37.48 | 3       | 9    |       |
| 24   | VEN Alejandro Gomez      | 15:38.93 | 2       | 4    |       |
| 25   | UKR Oleksandr Lutchenko  | 15:39.57 | 3       | 8    |       |

| Ver o restante da classificação | Ver o restante da classificação | Ver o restante da classificação | Ver o restante da classificação | Ver o restante da classificação | Ver o restante da classificação | Ver o restante da classificação |
| Pos.                            | Atleta                          | Tempo                           | Bateria                         | Raia                            | Notas                           |                                 |
| ------------------------------- | ------------------------------- | ------------------------------- | ------------------------------- | ------------------------------- | ------------------------------- | ------------------------------- |
| 26                              | KOR Seungyeop Pi                | 15:47.94                        | 5                               | 9                               |                                 |                                 |
| 27                              | MEX Luis Escobar                | 15:52.60                        | 5                               | 0                               |                                 |                                 |
| 28                              | MEX Daniel Delgadillo           | 15:56.42                        | 3                               | 0                               |                                 |                                 |
| 29                              | AUT Florian Janistyn            | 15:57.96                        | 4                               | 1                               |                                 |                                 |
| 30                              | COL Mateo De Angulo Velasco     | 16:03.31                        | 2                               | 6                               |                                 |                                 |
| 31                              | ECU Esteban Enderica            | 16:07.59                        | 2                               | 7                               |                                 |                                 |
| 32                              | IND Mandar Divase               | 16:12.28                        | 1                               | 0                               |                                 |                                 |
| 33                              | TPE KaiWen Pan                  | 16:18.38                        | 4                               | 9                               |                                 |                                 |
| 34                              | TPE JuiTing Chien               | 16:22.09                        | 2                               | 3                               |                                 |                                 |
| 35                              | BIH Hajder Ensar                | 16:32.01                        | 1                               | 1                               |                                 |                                 |
| 36                              | ECU Ivan Alejandro Enderica     | 16:32.83                        | 2                               | 0                               |                                 |                                 |
| 37                              | CHI Roberto Penailillo Garcia   | 16:38.70                        | 2                               | 1                               |                                 |                                 |
| 38                              | HON Luis Andres Martorell Name  | 16:50.12                        | 1                               | 6                               |                                 |                                 |
| 39                              | KGZ Vitalii Khudiakov           | 16:50.18                        | 1                               | 4                               |                                 |                                 |
| 40                              | KGZ Aleksandr Slepchenko        | 16:52.35                        | 2                               | 9                               |                                 |                                 |
| 41                              | HON Allan Gutierrez Castro      | 16:52.71                        | 1                               | 5                               |                                 |                                 |
| 42                              | PYF Heimanu Sichan              | 17:08.44                        | 1                               | 2                               |                                 |                                 |
| 43                              | FIJ Paul Elaisa                 | 17:58.23                        | 1                               | 7                               |                                 |                                 |

### Final
Estes são os resultados da final:
| Pos.              | Atleta                   | Raia | Tempo    | Notas |
| ----------------- | ------------------------ | ---- | -------- | ----- |
| Medalha de ouro   | TUN Oussama Mellouli     | 5    | 14:37.28 |       |
| Medalha de prata  | CAN Ryan Cochrane        | 3    | 14:41.38 |       |
| Medalha de bronze | CHN Yang Sun             | 4    | 14:46.84 |       |
| 4                 | ITA Federico Colbertaldo | 7    | 14:48.28 |       |
| 5                 | CHN Lin Zhang            | 2    | 14:54.23 |       |
| 6                 | GBR David Davies         | 1    | 14:57.03 |       |
| 7                 | ESP Marco Rivera         | 6    | 15:01.92 |       |
| 8                 | ITA Samuel Pizzetti      | 8    | 15:19.38 |       |

Legenda
| Recorde mundial       | Recorde mundial (World record)               |                       | Recorde africano                      | Recorde africano (African) |                                           | Q | Classificado por posição (Qualified) |
| Recorde do campeonato | Recorde do campeonato (Championship record)  | Recorde da América    | Recorde da América (Americas)         | q                          | Classificado por melhor tempo (Qualified) |   |                                      |
| Melhor marca do ano   | Melhor marca do ano (World leading)          | Recorde asiático      | Recorde asiático (Asian)              | DNS                        | Não largou (Did not start)                |   |                                      |
| Recorde nacional      | Recorde nacional (National record)           | Recorde europeu       | Recorde europeu (European)            | DNF                        | Não terminou (Did not finish)             |   |                                      |
| Recorde pessoal       | Recorde pessoal do atleta (Personal best)    | Recorde da Oceania    | Recorde da Oceania (Oceania)          | DSQ / DQ                   | Desclassificado (Disqualified)            |   |                                      |
| Recorde da temporada  | Recorde da temporada do atleta (Season best) | Recorde sul-americano | Recorde sul-americano (South America) | NM                         | Sem marca (No mark)                       |   |                                      |